# Més enllà de la vida
Més enllà de la vida (títol original en anglès: Hereafter) és un thriller fantàstic estrenat el 2010, dirigit i coproduït per Clint Eastwood, amb guió de Peter Morgan. La pel·lícula narra tres històries paral·leles de tres persones que s'enfronten a la mort per camins diferents.

## Argument
Tres persones: Marie Lelay, George Lonegan i Marcus s'enfronten a la mort per camins diferents i tracten de portar una vida normal després d'aquesta confrontació. Les històries es desenvolupen fins a establir una connexió.
Marie Lelay (Cécile de France), una periodista francesa és una víctima del tsunami del Sud-est asiàtic del 2004. Arrossegada per l'onada gegant, gairebé a punt de morir, és salvada per dues persones. De tornada a París, la seva vida està plena de preguntes després de les visions que va patir en l'accident dins l'aigua.
George Lonegan (Matt Damon) és un treballador nord-americà que viu a San Francisco. Ell intenta oblidar el seu passat de mèdium, tot i que els seus serveis són molt sol·licitats per les persones que han patit una pèrdua.
Marcus és un jove britànic que viu a Londres amb el seu germà bessó Jason, qui el protegeix i li dona suport dels problemes que tenen amb la seva mare drogoaddicta. El seu germà Jason mort sobtadament atropellat, i ell no pot acceptar-ho, creient-se responsable de la mort del seu germà. Marcus és enviat a una llar d'acollida.
A la Fira del Llibre de Londres, aquests tres personatges es troben.

## Repartiment
- Matt Damon: George Lonegan, treballador d'una fàbrica estatunidenca
- Cécile de France: Marie Lelay, periodista francesa que sobreviu un tsunami
- Frankie i George McLaren: Marcus / Jason, els germans bessons
- Bryce Dallas Howard: Melanie, la companya de George en el curs de cuina italiana
- Thierry Neuvic: Didier, el company de Marie
- Jay Mohr: Billy Lonegan, el germà d'en George
- Lyndsey Marshal: Jackie, la mare dels bessons
- Jean-Yves Berteloot: Michel, l'editor
- Marthe Keller: Dra Rousseau
- Rebekah Staton: Clare, la treballadora social
- Declan Conlon: el treballador social
- Steve Schirripa: Carlo, el xef, professor de cuina
- Richard Kind: Christos Andreou, l'amic grec d'en Billy
- Niamh Cusack: la mare d'acollida
- George Costigan: el pare d'acollida
- Derek Jacobi: ell mateix
- Tom Beard: el capellà
- Selina Cadell: Ellen Joyce, la medium
- Claire Price: Institutriu de Marcus
- Mylène Jampanoï: la periodista Jasmine
- Jenifer Lewis: Candace, la veïna de Christos Andreou
- Charlie Creed-Miles: fotògraf londinenc
- Lisa Griffiths: venedora
- Laurent Bateau: productor TV

## Al voltant de la pel·lícula
Clint Eastwood continua en la seva maduresa en la recerca d'històries desafiants que aprofundeixen en trams extrems de la condició humana. En aquesta pel·lícula compta amb el guionista britànic Peter Morgan conegut pels seus guions de personatges històrics com ‘’La reina (The Queen)’’ i Frost/Nixon, marcant un gir inesperat cap a l'especulació metafísica.

### Crítiques rebudes
Més enllà de la vida és un film pulcre, on cada pla té el seu temps exacte. Brillants les escenes del tsunami que afecta la Marie i destacable la subtrama de la relació d'en George (Matt Damon) amb la Melanie (Bryce Dallas). Malgrat això hi ha certs elements, com poden ser l'atemptat al metro de Londres, que fan que sigui una pel·lícula irregular.
La pel·lícula pot fer recordar una mica les velles pel·lícules de Claude Lelouch, no només per la mirada de Marthe Keller, fent de doctora en una seqüència, sinó també perquè les històries de Peter Morgan juguen amb el destí, cadascuna amb els seus propis arguments secundaris i personatges captivadors. Eastwood estableix estrès, però en la dosi precisa. Amb tot, el final de la pel·lícula es pot titllar de massa fàcil.
Eastwood no aterra amb la força devastadora d'altres de les seves pel·lícules sinó que mostra una vessant cinematogràfica més contemplativa. Hi contribueix el treball del director de fotografia de tota la vida, Tom Stern, que compon un món d'ombres profundes, colors saturats, que fa que l'espectador tingui una sensació d'envair la foscor, però també de captar la bellesa intensa, gairebé tàctil de l'existència.
El film va rebre una nominació pels Oscars 2011 pels efectes especials.

## Premis i nominacions
Nominacions
- 2011: Oscar als millors efectes visuals per Michael Owens, Bryan Grill, Stephan Trojansky i Joe Farrell